# Siem Riep (ciudad)
Siem Riep (en camboyano: ក្រុងសៀមរាប) es la capital de la provincia de Siem Riep, en Camboya. Se sitúa en el corazón de dicha provincia, al paso de la Carretera Nacional 6 que une la capital, Phnom Penh, y Kompung Thom con Sisophon. De la ciudad parte la Carretera Nacional 12, que va hacia el norte del país (a la provincia de Preah Wijía). 
A 8 km al norte se encuentra la antigua ciudad sagrada de Angkor, centro del Imperio jemer y la principal responsable de hacer de la ciudad de Siem Reap el lugar más visitado del Reino de Camboya. 
La ciudad, presentada como un polo del turismo internacional, posee toda la infraestructura para ello. Tiene además el segundo aeropuerto nacional más importante del país, el aeropuerto de Siem Reap, que cuenta con vuelos diarios a Phnom Penh y a Bangkok (Tailandia), entre otras capitales de Asia.

## Historia

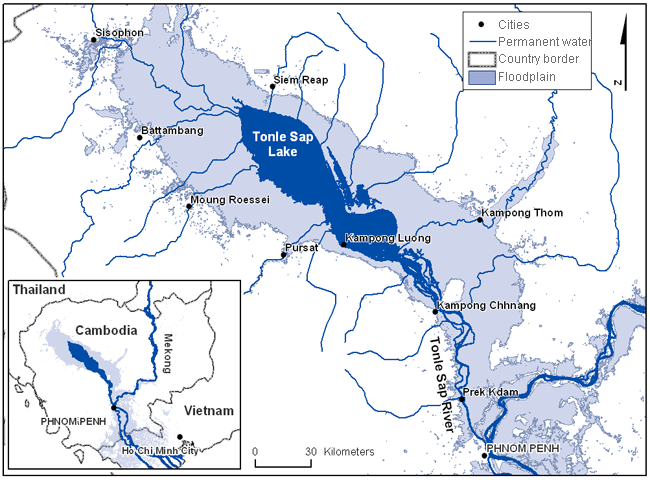
Mapa del Lago Sap donde está arriba en el centro Siem Reap

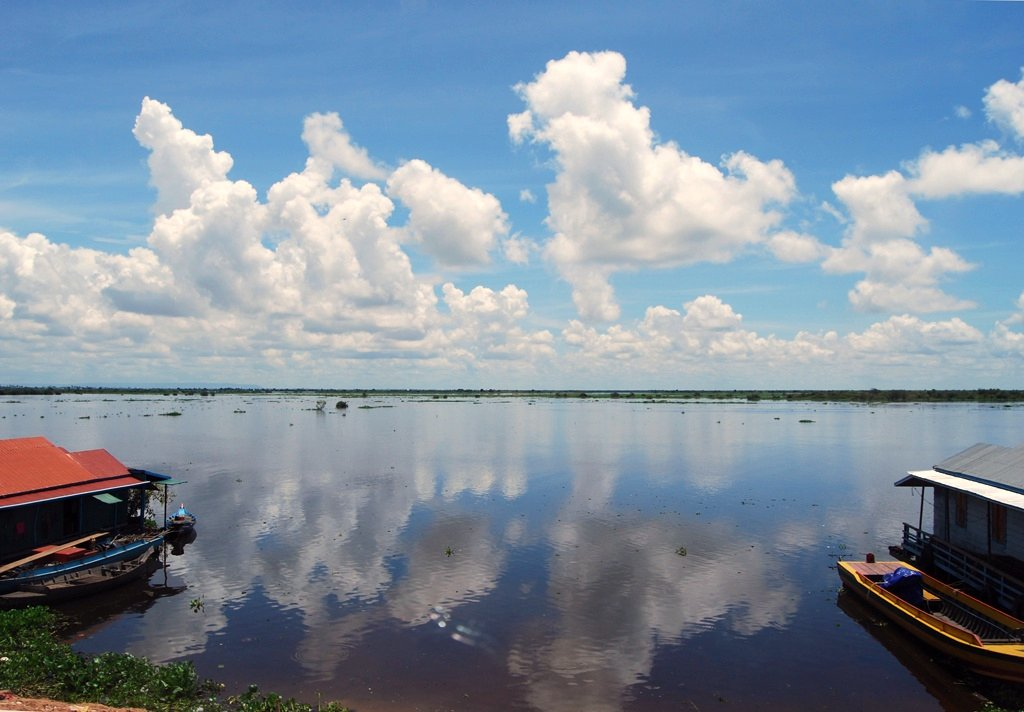
Lago Sap, cerca de Siem Reap

La Ciudad de Siem Reap como población moderna, está prácticamente eclipsada por la gloria antigua y moderna de Angkor. Se puede decir que cuanto tiene la Ciudad moderna hoy se debe al esplendor de la antigua. 
En 1937, en lo que era una pacífica aldea cercana a las ruinas de Angkor, los franceses construyeron el primer hotel, visionarios de lo que la maravilla arqueológica representaría para el mundo. El hotel fue llamado "Grand Hotel des Ruines". Aunque el sitio comenzó a ser visitado por turistas y especialmente por los estudiosos de Angkor y los encargados de su protección y recuperación, el pueblo no tuvo un desarrollo significativo. El periodo de la Kampuchea Democrática acabó por destruir lo poco que había y la ciudad, como todas las poblaciones camboyanas de ese tiempo, quedó desolada. 
Después de la década de los 80, la Ciudad de Siem Reap se renovó completamente y hoy es un lugar adaptado para las exigencias de una afluencia del turismo internacional que no la abandona. Dicho contacto permanente con extranjeros, hace que muchos de sus habitantes puedan hablar otros idiomas, especialmente el inglés y el tailandés.

## Geografía
La población principal más cercana al lago Sap por el noroeste, a orillas del río Siem Reap que desemboca allí en dirección norte-sur. Las llanuras camboyanas son la característica principal y el territorio está ocupado por arrozales. Territorio rico en pesca, es esta una de las principales actividades económicas de la población junto al turismo.

## Lugares para visitar
La principal atracción cultural y turística de la zona es Angkor, que se encuentra a 8 km al norte del centro de la ciudad. El Complejo arqueológico de Angkor conforma un inmenso parque dentro del cual existen distintas tarifas. El acceso para los ciudadanos de Camboya es gratuito, mientras que los extranjeros adultos deben pagar una tarifa de 37 dólares por una visita de un día, 62 dólares por tres días o 72 dólares por siete días. El complejo arqueológico de Angkor comprende además un inmenso territorio de templos y otras ruinas que no se circunscribe sólo a Angkor Thom.
En cuanto a la ciudad en sí, Siem Reap es un lugar atractivo por sus jardines, el paseo del río, los bulevares, pagodas y palacios. Debido a la gran afluencia de turistas, puede ser un lugar costoso y el dólar estadounidense es la moneda de uso corriente en la zona, aunque todo sale más barato pagando con la moneda camboyana: el riel. Algunos sitios:
- Los jardines reales: tiene colecciones de estatuas y otros artículos angkorianos.
- Pagoda Bo (Wat Bo): siglo XVIII.

## Población
El 45% de la población es menor de 14 años y del 48% de población alfabetizada, el 55,6% corresponde a varones y el 41,4% a mujeres. La tasa de desempleo es del 4,6, de la cual es 3,9 corresponde a varones y el 5,3 a mujeres. La población se dedica especialmente a la pesca, al cultivo del arroz y a los servicios del turismo. La ciudad atrae poderosamente a extranjeros y muchos de ellos habitan eventualmente la ciudad, especialmente europeos, estadounidenses, australianos y otros. 

## Galería de imágenes

Siem Reap
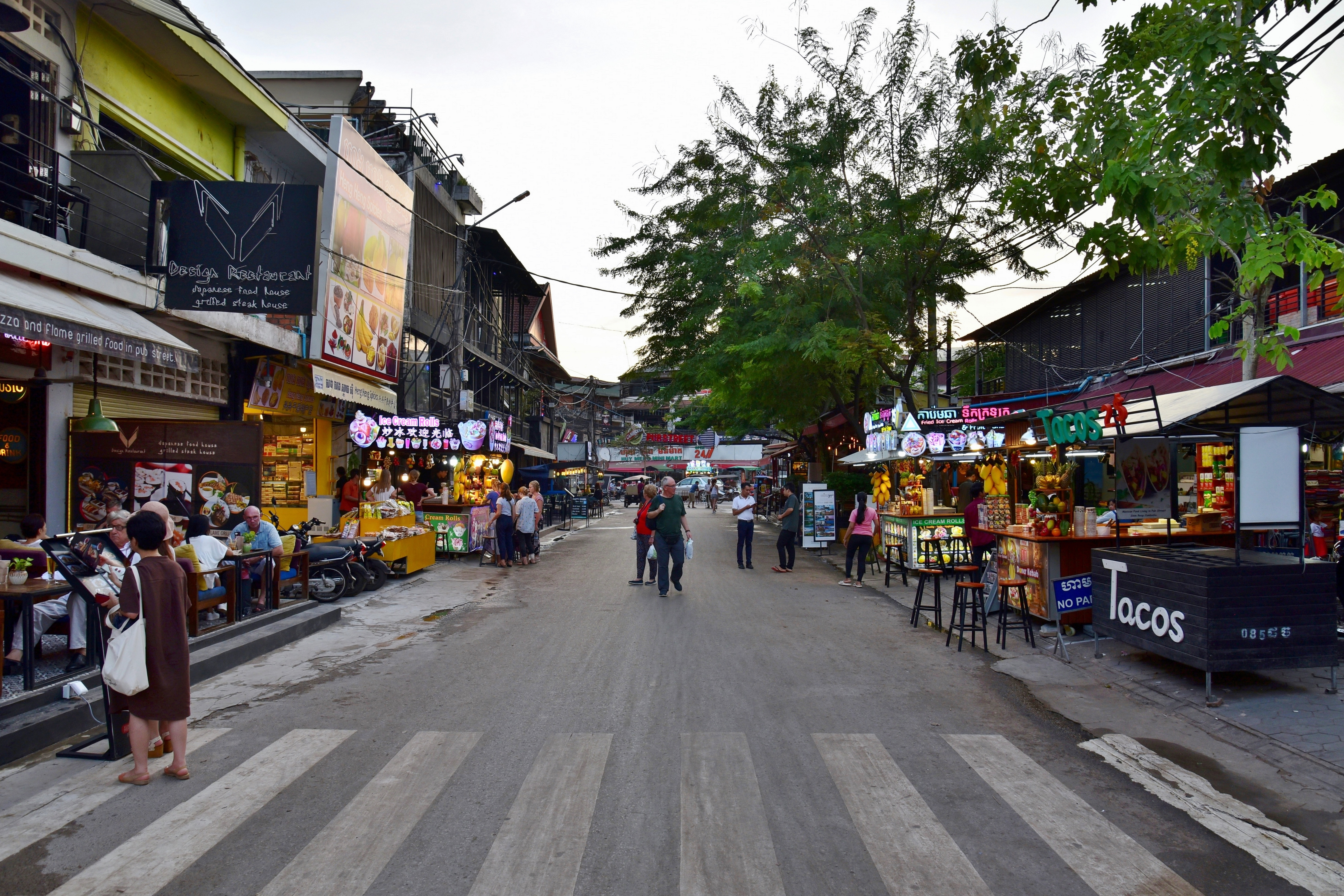
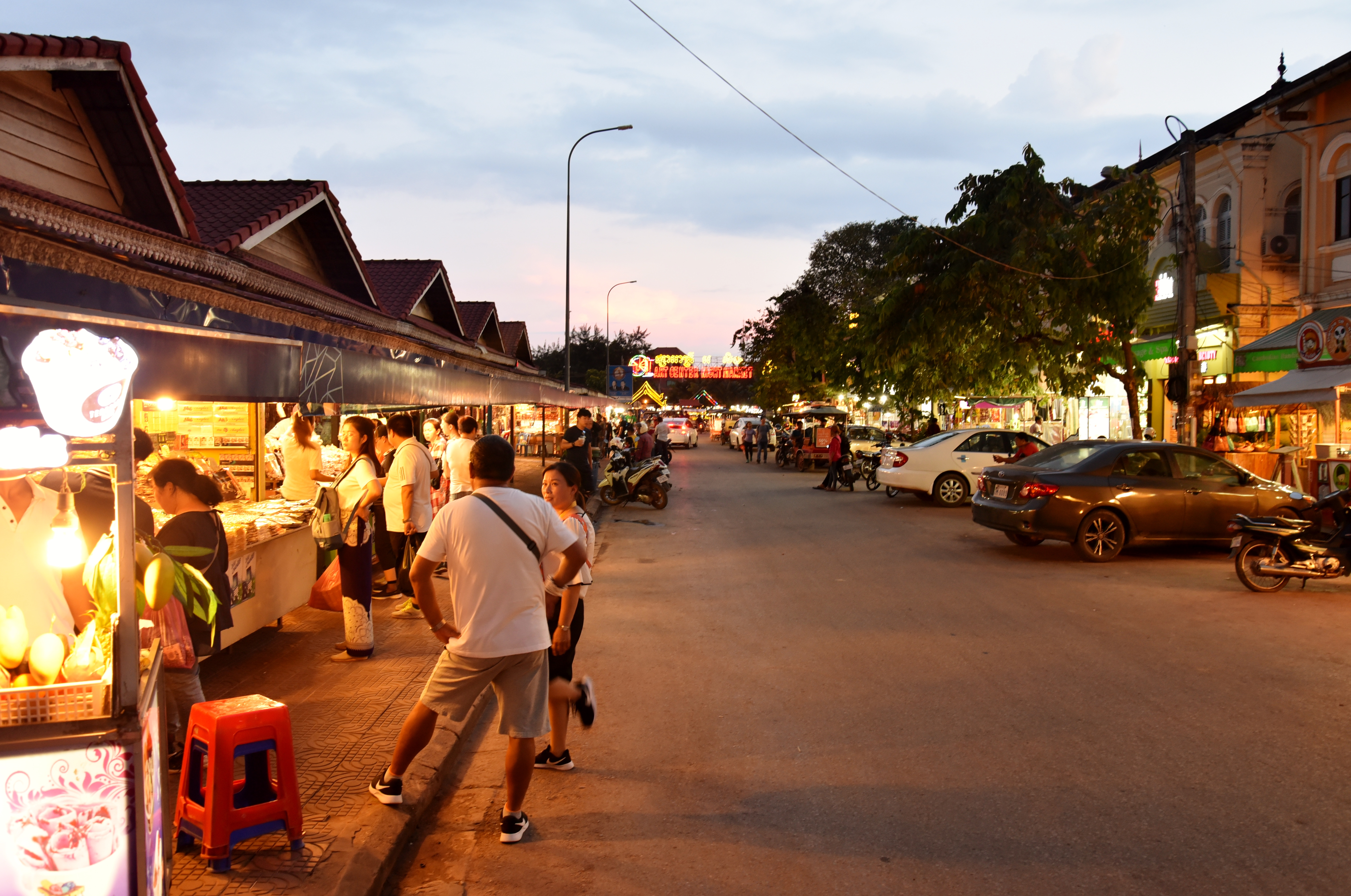
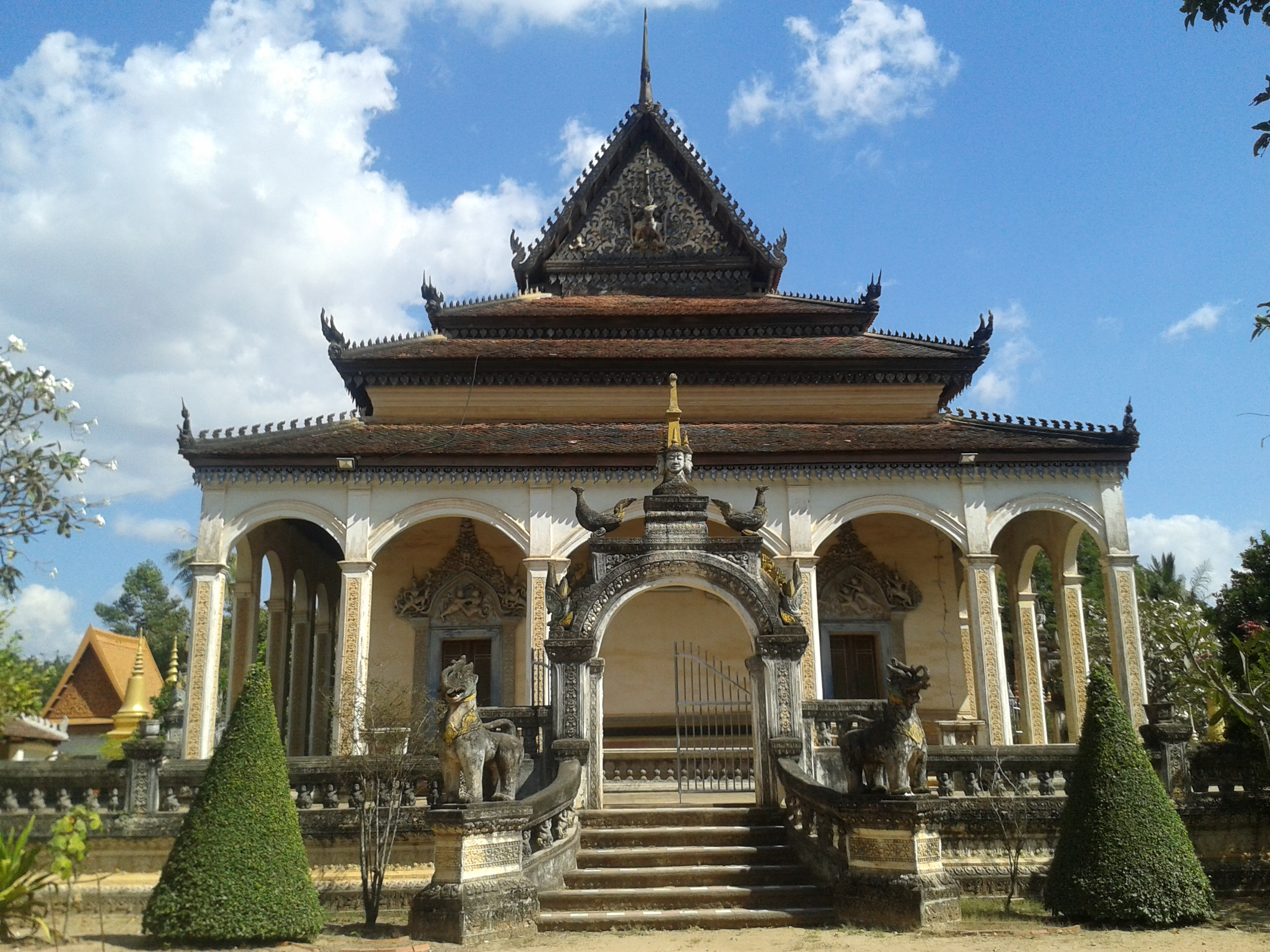
Wat Bo
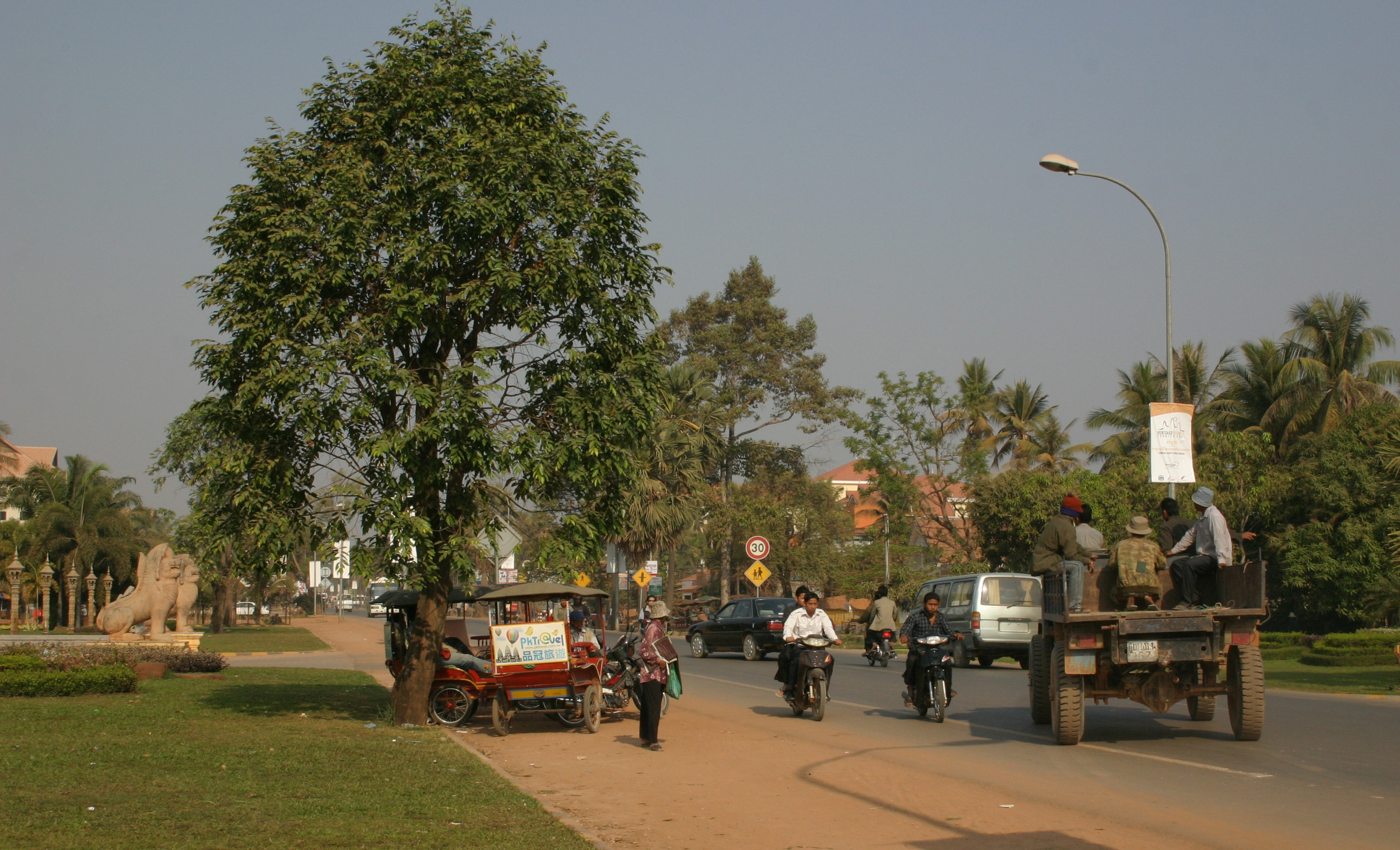
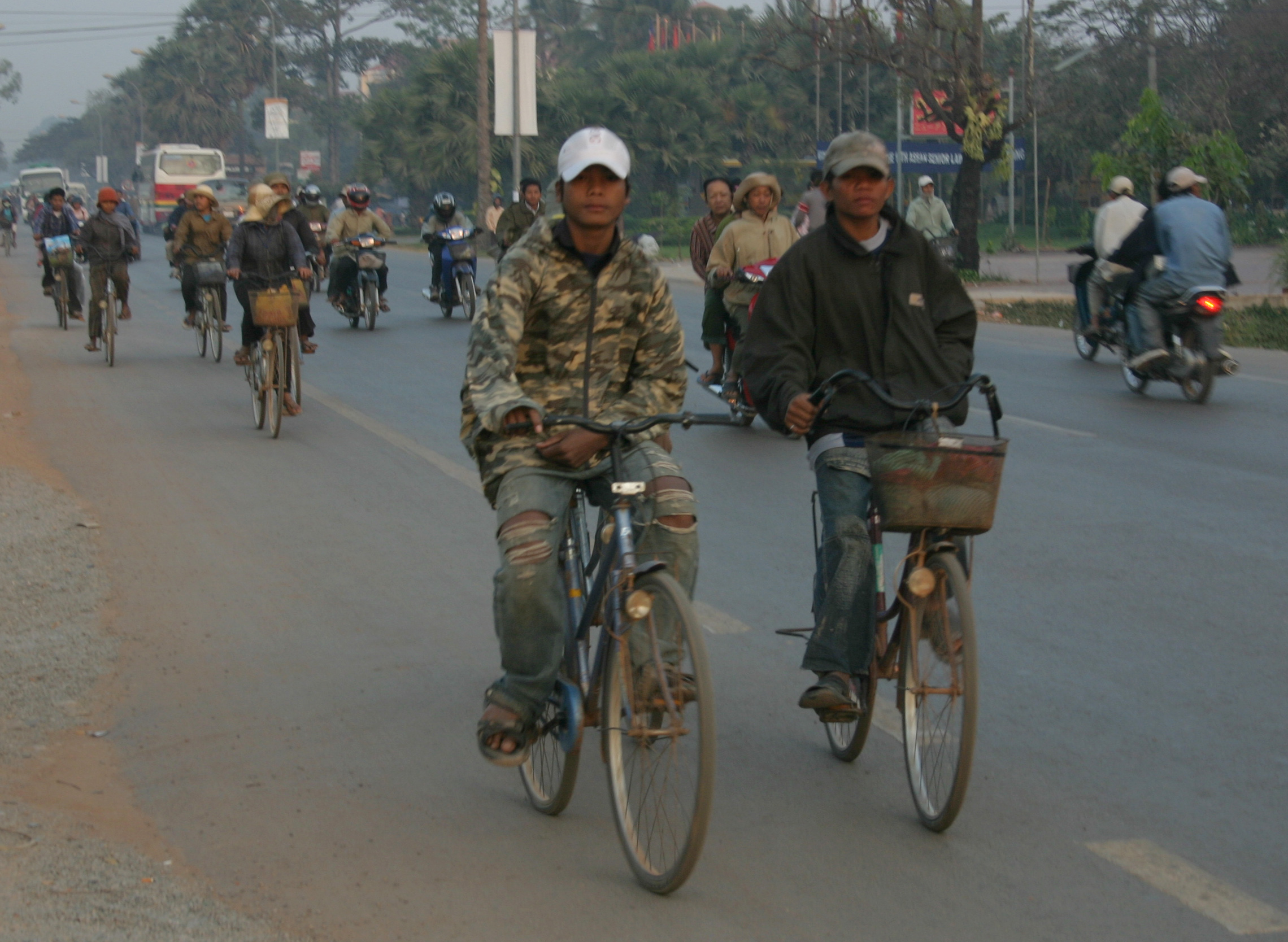
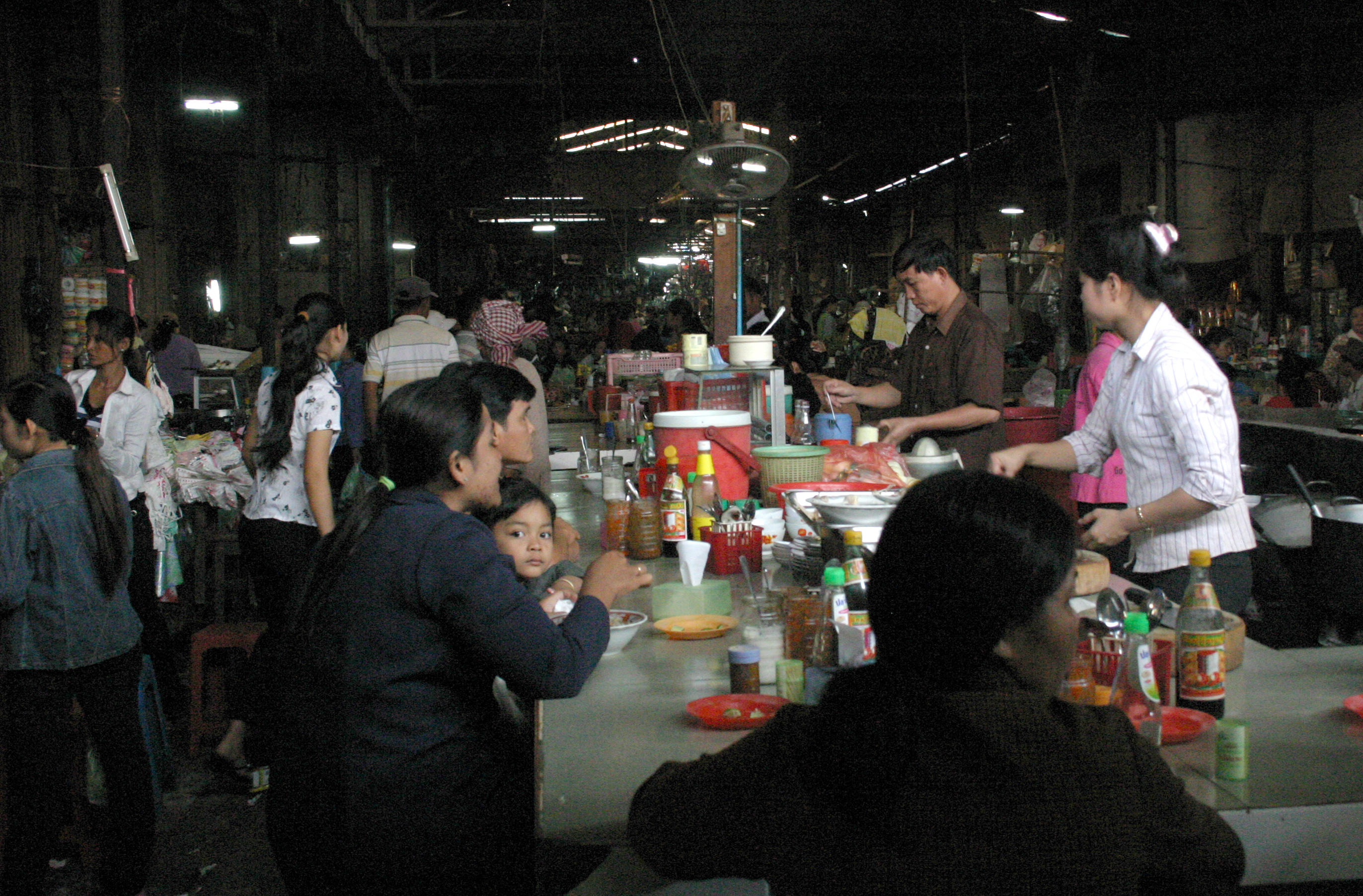
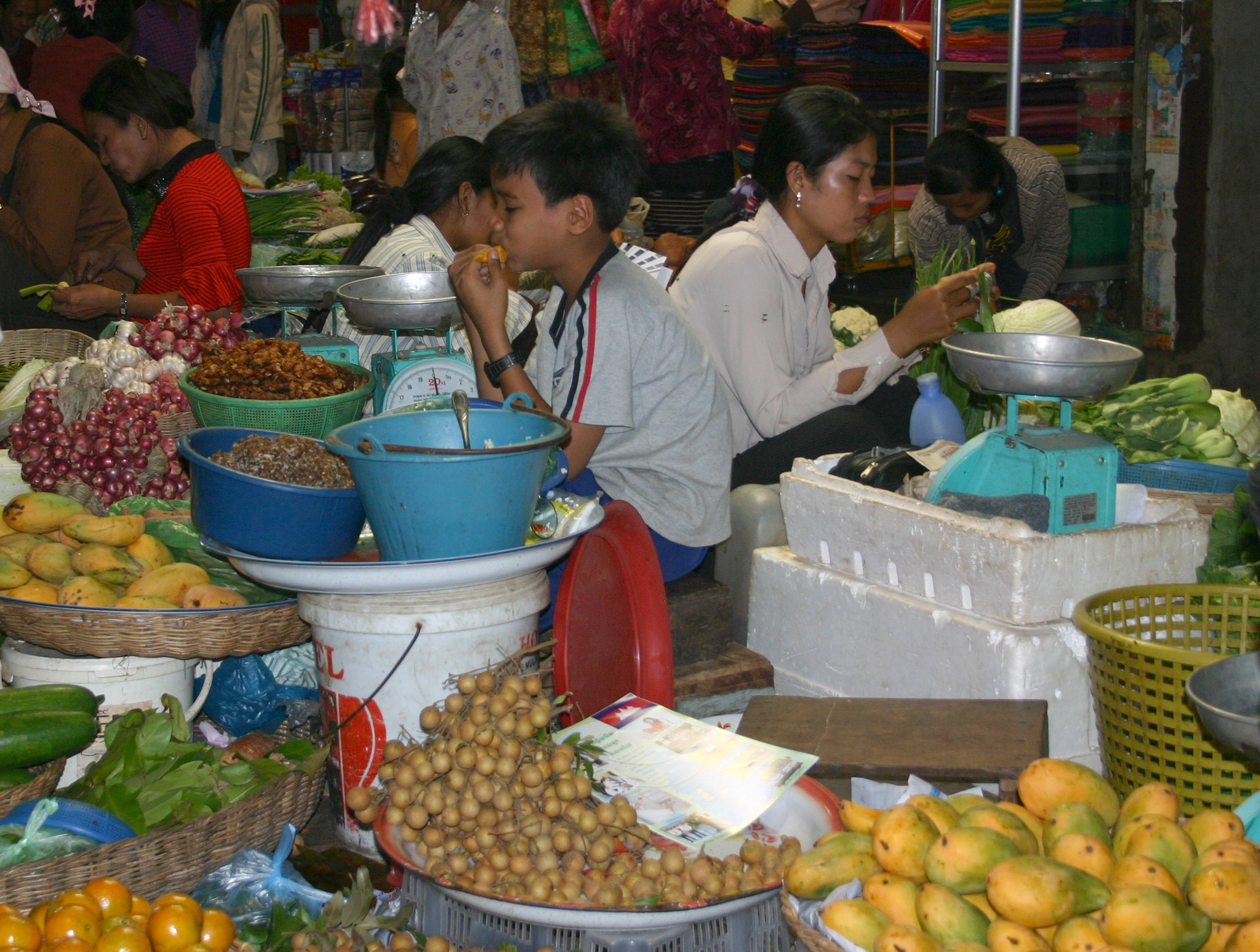
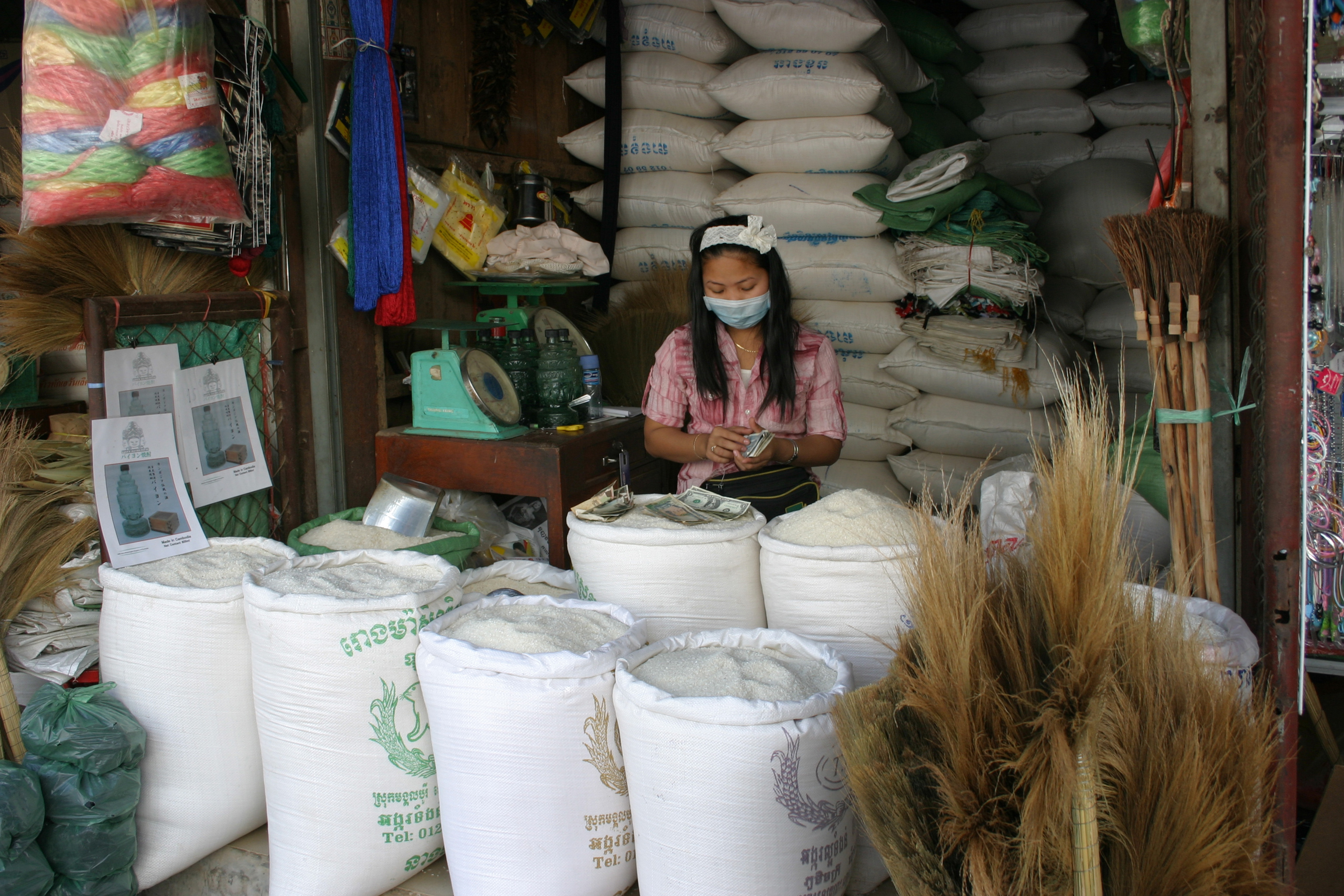